# Conto alla rovescia (film 1971)
Conto alla rovescia (Comptes à rebours) è un film del 1971 diretto da Roger Pigaut, interpretato nei ruoli principali da Serge Reggiani, Michel Bouquet e Jeanne Moreau.

## Trama
François Nolan torna a Parigi dopo 10 anni di carcere in seguito a una rapina. Il commissario assicurativo Valberg lo attendeva da tempo, mentre i quattro ex complici sono impauriti dal suo arrivo temendone la vendetta. L'uomo viene accolto dal vecchio amico Michel, che vive con la sua ex Madeleine a Houdan. 
I quattro ottengono di incontrarlo nella villa dell'anziano e invalido Juliani e della moglie Léa, che fungerà da arbitro. Nolan non crede alla versione degli ex compagni, che sostengono di averlo creduto morto durante il colpo, ed è convinto di essere stato tradito. A raggiungere il luogo previsto per il ritrovo fu infatti la polizia guidata da Valberg, che nella sparatoria che seguì ebbe il viso sfigurato, mentre il fratello di Nolan rimase ucciso. Egli conferma quindi il suo desiderio di vendetta nei confronti di tutti, dato che nessuno ammette il tradimento, e può avviare il suo piano uccidendo poco dopo uno di loro, che gli ha teso subito un agguato.
Riesce poi ad eliminare uno ad uno anche gli altri tre potenziali traditori, fino a quando Valberg non gli rivela che la telefonata che gli svelò il suo nascondiglio veniva da Houdan. Nolan capisce così che a tradirlo fu il suo amico Michel, che agì solo per strappargli Madeleine. Risparmiato il vero traditore e già in partenza con la sua vecchia fiamma ritrovata, è di nuovo arrestato. Valberg ha infatti ucciso Michel facendo ricadere la colpa su di lui e attuando così la propria vendetta per aver avuto il viso deturpato per sempre.

## Produzione
Il film è una coproduzione franco-italiana, sebbene il cast tecnico e artistico, nonché le riprese e l'ambientazione siano esclusivamente francesi.